# Adicella melanella
Adicella melanella är en nattsländeart som först beskrevs av Mclachlan 1884.  Adicella melanella ingår i släktet Adicella och familjen långhornssländor. Utöver nominatformen finns också underarten A. m. marocana.